# Shenandoah National Park
Shenandoah National Park is een Amerikaans nationaal park in het westen van Virginia. Het park is gelegen op een bergrug van de Blue Ridge Mountains en is lang en smal. Ten westen van de bergrug ligt de Shenandoah-vallei waardoor de rivier Shenandoah stroomt. In het oosten liggen de golvende heuvels van het Piedmont gebied. Het hoogste punt is de Hawksbill Moutain met zijn 1235 meter. Er loopt één weg door het park: Skyline Drive. Langs deze weg zijn vele parkeerplaatsen met unieke vergezichten over de Blue Ridge en in de Shenandoah-vallei en de Piedmontheuvels. Ook is het mogelijk te wandelen naar de vele watervallen. Door het park loopt de Appalachian Trail.
Volgens de auteur Bill Bryson in zijn boek A Walk in the Woods is dit deel van de trail het mooiste gedeelte.

## Geografie
Het park strekt zich uit over het grondgebied van acht county's. Ten westen van de Skyline Drive zijn dit, van noordoost naar zuidwest, de county's Warren, Page, Rockingham en Augusta county's. Ten oosten van de Skyline Drive strekt het zich uit over de county's Rappahannock, Madison, Greene en Albemarle. Het sterkt zich uit over 169 km langs de Skyline Drive van nabij de stad Front Royal in het noordoosten tot nabij de stad Waynesboro in het zuidwesten.

## Geschiedenis
Shenandoah werd gemachtigd in 1926 en opgericht op 26 december 1935. Voordien werden grote delen van het park ingenomen door landbouwgrond. Op verschillende plaatsen in het park zijn nog steeds restanten te zien van oude boerderijen. De staat Virginia kreeg het park langzaam in haar bezit door onteigeningen en schonk het land vervolgens aan de federale overheid van de VS die het als nationaal park bestemde.
Bij de aanleg van het park en de Skyline Drive werden een aantal families en volledige gemeenschappen verplicht hun land in de Blue Ridge Mountains af te staan. Velen van deze bewoners in de 500 huizen die tot 8 county’s van Virginia behoren waren gekant tegen het verlies van hun huizen en gemeenschappen. Het merendeel van de getroffen families was afkomstig uit Madison County, Page County en Rappahannock County.
Bijna 90% van de bewoners was werkzaam in de landbouw. Velen werkten in appelboomgaarden in de vallei en in gebieden nabij de oostelijke hellingen. De aanleg van het nationaal park en de Skyline Drive startte na de grote droogte in 1930 die de oogst verwoestte van vele families die in het bergachtige gebied boerden, alsook de oogst van de appelgaarden waar velen onder hen gingen plukken. Ondanks deze tegenslagen werden de bewoners toch vaak tegen hun wil verhuisd. De enkeling die erin slaagde te blijven verloor zijn gemeenschap. Minder bekend is dat een aantal families erin slaagden te blijven. Deze honkvaste families werd toegestaan in het park te leven tot ze uiteindelijk stierven van ouderdom. De laatste overlevende was Annie Lee Bradley Shenk die in 1972 op tweeënnegentigjarige leeftijd kwam te overlijden. De meeste mensen die verplaatst werden verlieten hun grond en huizen echter in stilte. De opgeheven gemeenschappen waren de prijs die betaald werd voor een van de mooiste Nationale Parken en panoramawegen van de VS.
In de vroege jaren 1930 begon de National Park Service parkfaciliteiten te voorzien met gescheiden voorzieningen voor “colored guests”, zoals Afro-Amerikanen in de overheidsdocumenten van die tijd werden aangeduid. In deze periode van de Jim Crow-wetten was rassensegregatie een alledaagse realiteit in Virginia. Tijdens de overdracht van het parkland aan de federale overheid trachtte Virginia oorspronkelijk Afro-Amerikanen volledig uit het park te bannen, maar ze hield het uiteindelijk bij het handhaven van rassenscheidingwetten in de parkfaciliteiten.
In de jaren 1930 waren er verschillende concessies toegekend aan private ondernemingen werkzaam binnen het park, waarvan enkele teruggingen tot de late 19e eeuw. Deze vroege privé-voorzieningen te Skyland Resort, Panorama Resort en Swift Run Gap waren enkel toegankelijk voor blanken. In 1937 accepteerde de Park Service een bod van de Virginia Sky-Line Company om de bestaande voorzieningen over te nemen en nieuwe slaapplaatsen te bouwen, waaronder de Big Meadows Lodge. Onder hun bestuur waren op een na alle voorzieningen alleen voor blanke bezoekers opengesteld. De locatie voor Afro-Amerikanen te Lewis Mountain opende in 1939 en was minderwaardig ten opzichte van de voorzieningen voor blanken. Rond die tijd ondernam het United States Department of the Interior echter actie om alle segregatiemaatregelen in de parken te elimineren. Pinnacles picnic ground werd uitgekozen om de eerste geïntegreerde locatie te worden in het Shenandoah park. Maar Sky-Line bleef de boot afhouden en verspreidde kaarten waarop Lewis Mountain als de enige Afro-Amerikaanse voorziening in het park gedrukt stond. Tijdens de Tweede Wereldoorlog werden de concessies gesloten en stortte het parkbezoek in. Maar zodra de oorlog in december 1945 werd beëindigd vaardigde de National Park Service de bepaling uit dat de rassenscheiding in alle parken diende te worden afgeschaft. In oktober 1947 werden de eetzalen van Lewis Mountain en Panorama geïntegreerd en tegen 1950 werd het mandaat volledig uitgevoerd.

## Bezienswaardigheden
Het park is het bekendst om de Skyline Drive. Het is een 169 km lange weg die kronkelt over de hele lengte van het park over de kammen van de bergen. De weg is vooral populair in de herfst wanneer de bladeren verkleuren. Ook het traject van de Appalachian Trail loopt 162 km lang door het park. In totaal lopen er meer dan 800 km paden door het park. Een van de populairste paden is dat naar Old Rag Mountain. Er zijn ook mogelijkheden om paard te rijden, te kamperen en te fietsen. Verschillende wandelingen leiden langs vele, soms spectaculaire, watervallen.
Rapidan Camp of Camp Hoover is het herstelde presidentiële vissersverblijf dat Herbert Hoover liet aanleggen aan de Rapidan River in 1929. Het kan bereikt worden via een rondwandeling op de Mill Prong Trail, die start op de Skyline Drive te Milam Gap (Mijl 52,8).
Shenandoah National Park is een van de hondvriendelijkste Nationale Parken. Op alle kampeerterreinen zijn honden toegelaten. Ze zijn ook op alle paden toegelaten, inclusief de Appalachian Trail wanneer ze aan een leiband worden gehouden.

## Kampeer- en overnachtingsplaatsen

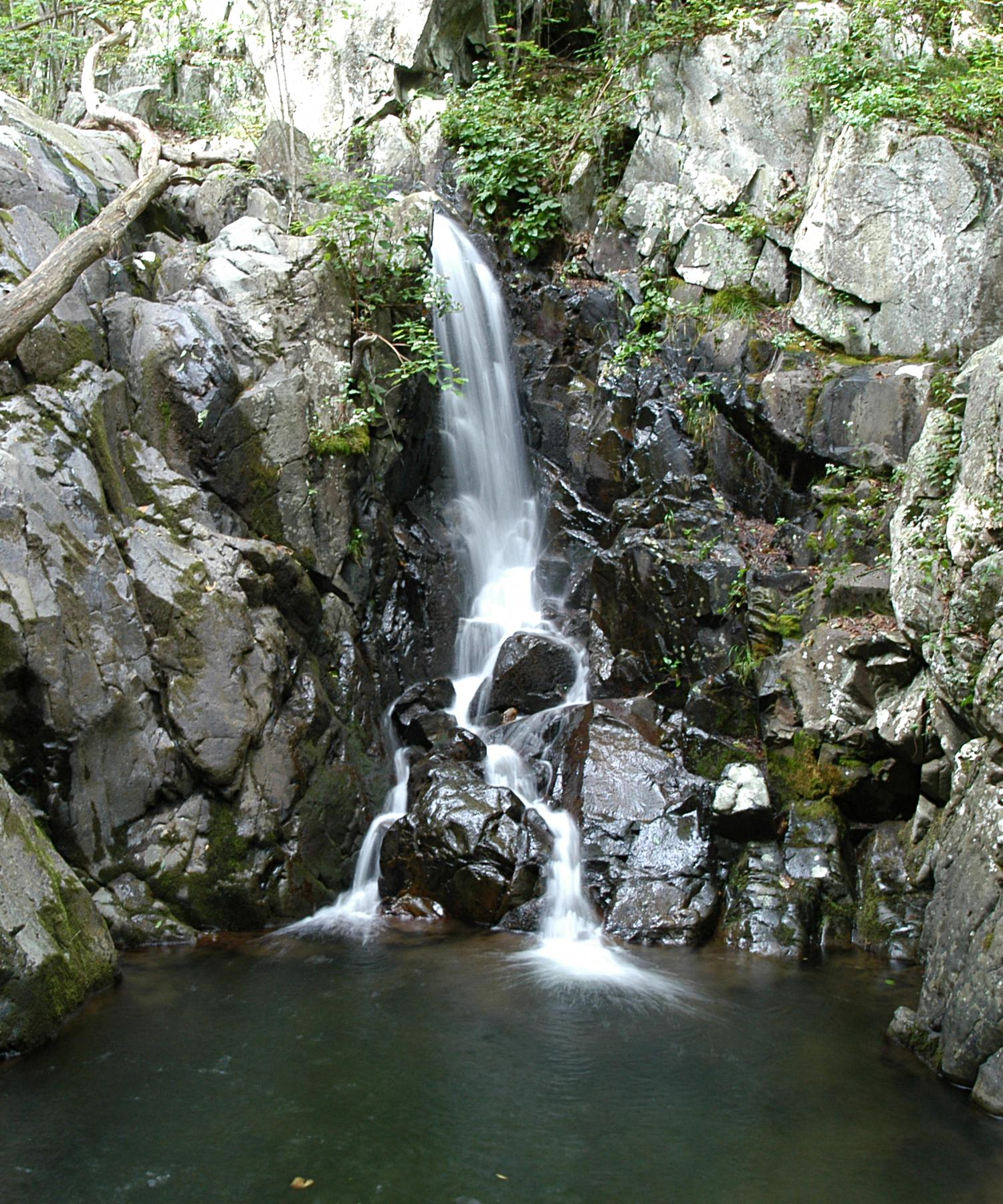
Rose river falls, Shenandoah National Park

De meeste campings zijn open van april tot oktober of november. Er zijn vijf belangrijke campings:
- Mathews Arm Campground
- Big Meadows Campground
- Lewis Mountain Campground
- Loft Mountain Campground
- Dundo Group Campground

Er zijn drie hotels/lodges:
- Skyland Resort
- Big Meadows
- Lewis Mountain Cabins